# Gemcitabin
Gemcitabin (2′,2′-Difluordesoxycytidin) ist ein Nukleosid aus Cytosin und einer difluorierten Desoxyribose. Es ist ein chemisches Analogon des Nukleosids Cytidin. Es wird als Zytostatikum in der Chemotherapie verwendet.

## Pharmakologie

### Wirkungsmechanismus
Gemcitabin ist ein Zytostatikum und wird in die Gruppe der Antimetabolite eingeordnet und gehört zur Gruppe der Pyrimidinanaloga. Es handelt sich um ein Prodrug, das erst in der menschlichen Zelle zu seiner eigentlichen Wirkform umgewandelt wird.
Die zytostatische Wirkung von Gemcitabin beruht darauf, dass statt des menschlichen Nukleosids Cytidin die Wirkform des Gemcitabin, das Gemcitabintriphosphat, in die DNA eingebaut wird. Dadurch wird die DNA-Synthese unterbrochen und es kommt zum Zelltod.

### Aufnahme und Verteilung im Körper
Da Gemcitabin erst in der Zelle durch ein Enzym in die Wirkform umgewandelt wird, fällt diesem Enzym eine besondere Bedeutung zu. Die Wirksamkeit des Gemcitabin ist von der Dosis, aber auch von der Infusionsdauer abhängig.
In der Leber, im Blut und in der Niere wird Gemcitabindiphosphat in eine zytostatisch unwirksame Substanz abgebaut. Die Ausscheidung erfolgt über die Niere.
Die biologische Halbwertzeit ist abhängig vom Geschlecht und Alter des Patienten. Sie beträgt etwa 40 bis 90 Minuten.

## Therapeutische Verwendung

### Anwendungsgebiete
- Therapie des Adenokarzinom des Pankreas (häufigste Form des Bauchspeicheldrüsenkrebs)
 Monotherapie oder in Kombination mit Paclitaxel[4] oder mit Erlotinib
- Nicht-kleinzelliges Bronchialkarzinom
 Kombination mit Cisplatin
- Mammakarzinom (Brustkrebs)
 Kombination mit Paclitaxel
- Harnblasenkarzinom
 Kombination mit Cisplatin
- Ovarialkarzinom (Eierstockkrebs)
 Kombination mit Carboplatin
- Rezidivtherapie bei Lymphomen (Non-Hodgkin- und Hodgkin-Lymphome)
 Kombination mit Dexamethason
- Gallengangskarzinom
 Monotherapie oder in Kombination mit Cisplatin

### Unerwünschte Wirkungen
Die häufigsten Nebenwirkungen, die bei über 10 Prozent der Behandelten beobachtet wurden, sind eine Knochenmarksschädigung, die sich in einer verminderten Anzahl von Granulozyten, Thrombozyten und Leukozyten sowie einer Anämie äußert, Atemnot, Übelkeit und Erbrechen, Erhöhung von Leberenzymen,  allergische Hautausschläge und Haarausfall, Hämaturie und Proteinurie, sowie grippeähnliche Beschwerden und Ödeme.
Die toxischen Nebenwirkungen an Nieren, Leber und Blut erfordern ein sorgfältiges Monitoring der Patienten, um ggf. Dosisanpassungen vornehmen zu können.
Nebenwirkungen, die schwerwiegend sind oder einen schweren Verlauf nehmen können, wie das Stevens-Johnson-Syndrom, die toxische epidermale Nekrolyse,  das posteriore reversible Enzephalopathie-Syndrom (PRES), Kapillarlecksyndrom,  interstitielle Lungenentzündung, Lungenödem, akutes Atemnotsyndrom beim Erwachsenen (ARDS), und anaphylaktische Reaktionen treten selten (0,01 – 0,1 Prozent) bis sehr selten (bei unter 0,01 Prozent der Behandelten) auf.

### Wechselwirkungen
- Strahlentherapie bei bestimmten Krankheitsbildern

### Gegenanzeigen
Gemcitabin darf in folgenden Fällen nicht angewendet werden:
- Bei einer Überempfindlichkeit gegenüber Gemcitabin,
- Bei mäßig bis stark eingeschränkter Leberfunktion oder stark eingeschränkter Nierenfunktion sollte Gemcitabin nicht gegeben werden, da keine entsprechenden Studien durchgeführt wurden.

### Dosierung
Je nach Krankheitsbild 1.000–2.000 mg/m² Körperoberfläche.

## Handelsnamen
Monopräparate

Cytogembin (A), Ebegemcit (A), Gemcapyr (A), Gemcitara (A), Gemzar (D, A, CH, EU), Tabinell (A), diverse Generika (D, A, CH)